# From Elvis in Memphis
From Elvis in Memphis é um disco considerado antológico, onde contém músicas gravadas no começo do ano de 1969 nas sessões que podem ser consideradas uma das melhores da carreira do rei do rock. Esse disco apresenta um dos maiores sucessos na carreira de Elvis, "In The Ghetto", essa canção fez tanto ou mais sucesso que "Suspicious Minds", canção lançada na mesma época, a letra de "In The Ghetto" é considera por muitos como uma das melhores de toda a sua carreira, inclusive melhor do que a de "Suspicious Minds". Nesse álbum, Elvis explora gêneros como soul, gospel, rural blues e electric blues.

## Faixas
1. "Wearin' That Loved On Look" - 2:49
2. "Only The Strong Survive" - 2:44
3. "I'll Hold You In My Heart" - 4:34
4. "Long Black Limousine" - 3:44
5. "It Keeps Right On-A-Hurtin" - 2:39
6. "I'm Movin' On" - 2:55
7. "Power Of My Love" - 2:40
8. "Gentle On My Mind" - 3:25
9. "After Loving You" - 3:09
10. "True Love Travels On a Gravel Road" - 2:41
11. "Any Day Now" - 3:03
12. "In The Ghetto" - 2:45

## Paradas
- Estados Unidos - 13º - Billboard - 1969
- Estados Unidos - 2º - Billboard Country - 1969
- Inglaterra - 1º - NME - 1969

## Músicos
- Elvis Presley: Voz, Piano e Violão
- Reggie Young: Guitarra
- Tommy Cogbill: Baixo
- Mike Leech: Baixo
- Gene Chrisman: Bateria
- Bobby Wood: Piano
- Ronnie Milsap: Piano
- Bobby Emons: Órgão
- John Hughey: Steel Guitar
- Ed Kollis: Harmônica
- Charlie Hodge, Sonja Montgomery, Mary Green, Mary Holladay, Donna Thatcher, Susan Pilikington e Sandy Bolsey: Vocais
- The Memphis Horns: Metais
- The Memphis Strings: Cordas
- Orquestra Sinfônica Municipal de Memphis